# 755 (應用程式)
755（日语：／ Nanagōgō）是日本網路公司CyberAgent的子公司7gogo所開發的智能手機應用程式。

## 背景
據CyberAgent社長藤田晉的說法，活力門創辦人堀江貴文在公司醜聞中違犯證券交易法而入獄，他在假釋後向藤田表示希望製作類似通訊程式LINE一樣的應用程式，並且邀其一同參與；在尋找程式的定位時，藤田與幻冬舍社長見城徹及AKB48總製作人秋元康等6人組成的LINE群組「夏威夷會」中，見城留言認為如果實行的話會很有趣，並且認為用戶可以像野次馬一樣看到留言的話，便能夠策劃出一個前所未有的應用程式，此舉促使了755的出現。另外，有些人向堀江表達可以參照雜誌《Hotwired》過去公開討論形式來設計應用程式，這亦成為構成755定位的契機之一。
755的名稱則是堀江收押於長野刑務所時的囚犯編號。現在，堀江持有一半股權的液態火箭發動機開發公司SNS與755的開發商CyberAgent各佔一半股份，堀江亦以創立人之一的名義參與7gogo的事務。

## 概要
755最初以「堀江貴文假釋後第一彈Project」名義成立，由SNS和CyberAgent在2013年6月3日共同注資成立7gogo控股公司，並且在2014年2月13日開始提供服務。
參加者可以在各式各樣的主題中留言，其他參加者亦可以像野次馬一樣回應該留言，或是引用至自己的話題中。雖然，755的定位是即時通信工具或網絡聊天程式，但是於LINE般單對單對話的隱密形式不同，755是將主題和留言全數公開為前題，藤田最初認為755是偏向傳播媒體的成份較重，但是使用後卻認為更像是Twitter與blog之間的感覺。此外，755帳戶註冊時必須綁定日本的行動電話號碼，因此等同不開放海外用戶使用（鎖區），僅能透過網頁版瀏覽而不能留言。
2014年6月，開設了Ameba blog的名人開始在755建立主題，加上在2014年末和2015年初時推出以「藝能人、名人的回應率超過九成二」為名的電視廣告，促使755的下載次數增加200萬次，累計突破了250萬次。然而，「回應率超過九成二」的數字是指利用755的九成二名人也會回應野次馬的留言，而不是指九成二的用戶也可以得到回應，對此造成誤解，755最後決定撤回這句口號。
755通過這樣的形式大幅增加了用戶人數，但是在CyberAgent於2015年9月期第3四半期決算説明會中的回應質詢環節中，透露未來將不會擴大作為名人與支持者的平台的賣點，而是以一般用戶之間的交流為前題，從而轉移了應用程式的定位。

## 廣告
- AKB48（2014年12月）[10]
- E-girls（2015年1月）[11]
- 乃木坂46（2015年3月20日－）[12]
- 三代目J Soul Brothers（2015年3月28日－）[13]

### 引用
1. 1 2 3 4 5  . Cnet Japan. 2014-02-13  [2015-03-29]. （原始内容存档于2015-04-02）.
2. 1 2  . 朝日新聞. 2015-03-27  [2015-03-29]. （原始内容存档于2015-03-29）.
3. 1 2 3  . TechCrunch. 2015-01-05  [2015-03-29]. （原始内容存档于2015-03-19）.
4. 1 2 3 4 5 6 7  . ITmedia. 2015-01-06  [2015-03-29]. （原始内容存档于2015-04-05）.
5. 1 2  . INTERNET Watch (). 2013-06-03  [2015-02-13]. （原始内容存档于2015-01-07）.
6. 1 2  .  (ITmedia). 2015-07-24  [2015-07-25]. （原始内容存档于2015-07-24）.
7. ↑  .   [2015-02-13]. （原始内容存档于2015-02-08）.
8. ↑  .   [2017-01-05]. （原始内容存档于2017-02-27）.
9. ↑  .   [2017-01-05]. （原始内容存档于2017-01-05）.
10. ↑  . Oricon. 2014-12-16  [2015-03-29]. （原始内容存档于2015-04-02）.
11. ↑   (新闻稿). . 2014-12-16  [2015-03-29]. （原始内容存档于2015-04-02）.
12. ↑  . . 2015-03-17  [2015-03-29]. （原始内容存档于2015-04-02）.
13. ↑   (新闻稿). サイバーエージェント. 2015-03-27  [2015-03-29]. （原始内容存档于2015-04-02）.

## 外部連結
- 官方网站
- 755的X（前Twitter）
- 755的Instagram帳戶